# Station Eigenlo
Station Eigenlo is een voormalige spoorweghalte aan Spoorlijn 54 Mechelen - Terneuzen aan de Eigenlostraat in de Belgische stad Sint-Niklaas.
Belsele · Belsele-Dorp · Eigenlo · Nieuwkerken-Waas · Sinaai · Sint-Niklaas · Sint-Niklaas-Oost · Sint-Niklaas-West · Valk · Westakkers
2,0: Leest ·
5,0: Tisselt ·
6,9: Blaasveld ·
8,3: Willebroek ·
10,2: Kalfort ·
13,6: Puurs ·
17,5: Bornem ·
21,0: Temse ·
24,6: Eigenlo ·
29,2: Sint-Niklaas ·
32,7: Sint-Pauwels ·
33,2: Sint-Gillis-Waas ·
35,2: Kalf ·
37,5: De Klinge ·
47,9: Hulst ·
52,8: Kijkuit ·
57,5: Axel ·
63,0: Sluiskil ·
66,7: Terneuzen